# Vasco Ximeno

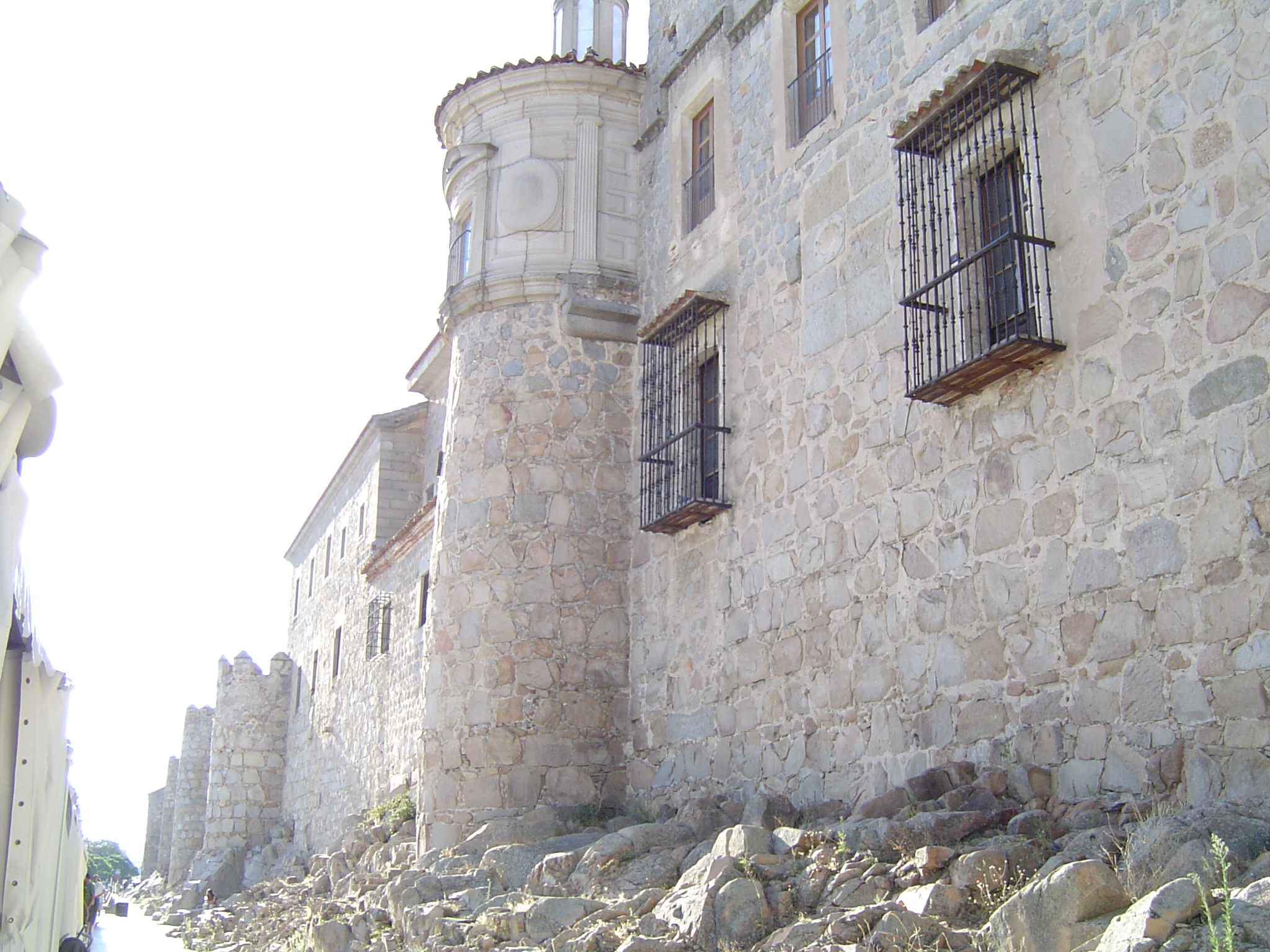
Fachada posterior do Palácio da Família Dávila encravado na muralha da cidade de Ávila.

Vasco Ximeno ou também Blasco Ximeno (Astúrias, Espanha, c. 1045 - ?) foi um Rico-homem e Cavaleiro medieval do Principado das Astúrias e a quem o rei D. Afonso VI de Leão incumbiu de repovoar as terras de Navas de Ávila recentemente reconquistadas aos mouros. Participou neste repovoamento conjuntamente com o genro do rei, D. Raimundo da Borgonha. Encarregue também do povoamento da cidade de Ávila. 

## Relações familiares
Foi filho de Ximeno Sanchez (Astúrias, Espanha) e de Aragonta. Casou com D.  Olalla Garcez, de quem teve:
- Ximeno Blázquez, casado com Maria Blázquez,
- Fortun Vasques,
- Ximena Vasques, casada com D. Fernão Lopes Trillo, alcaide e fundador do Alcácer de Ávila. [1]